# Vezo
De Vezo ('de mensen die vissen') zijn een subclan van de Sakalava, een etnische groep in Madagaskar. Ze worden daarom ook wel aangeduid als de Vezo-Sakalava. In de legendes van de Malagassiërs wordt de term Vezo ook gebruikt voor de eerste kustbewoners van Madagaskar.

## Verspreiding en etniciteit
In feite is een Vezo niets anders dan een Sakalava die zich samen met zijn gezin op het zeevissen heeft toegelegd. Toch kennen de Vezo hun eigen cultuur en dialect. De semi-nomadische Vezo leven langs de westkust van Madagaskar, van het district Morondava in het noorden tot Faux Cap, in het zuidelijkste punt van Madagaskar. Het grootste deel van de bevolking van nederzettingen aan deze kust zijn Vezo. Een klein aantal Vezo leven op de Comoren. Vezo die in de droge loofbossen van Madagaskar leven worden Vezo-Mikea genoemd.
De Vezo duiden Sakalava die landinwaarts leven aan als de Masikoro.

## Maatschappij
Het leven van de Vezo wordt beheerst door de visvangst. In de loop der eeuwen hebben de Vezo een grote kennis van de visserij verkregen en migreren langs de kust naar de beste visgronden, afhankelijk van het seizoen en de vissoort waar ze op willen vissen. Bij deze migratie worden vaak enorme afstanden afgelegd, soms tot ruim 1000 kilometer. Dankzij deze migratie was overbevissing in het verleden nooit een werkelijk probleem, maar sinds de klimaatverandering, groei van de bevolking in Madagaskar, toerisme en andere zaken is de visstand rond Madagaskar sterk achteruit gegaan.

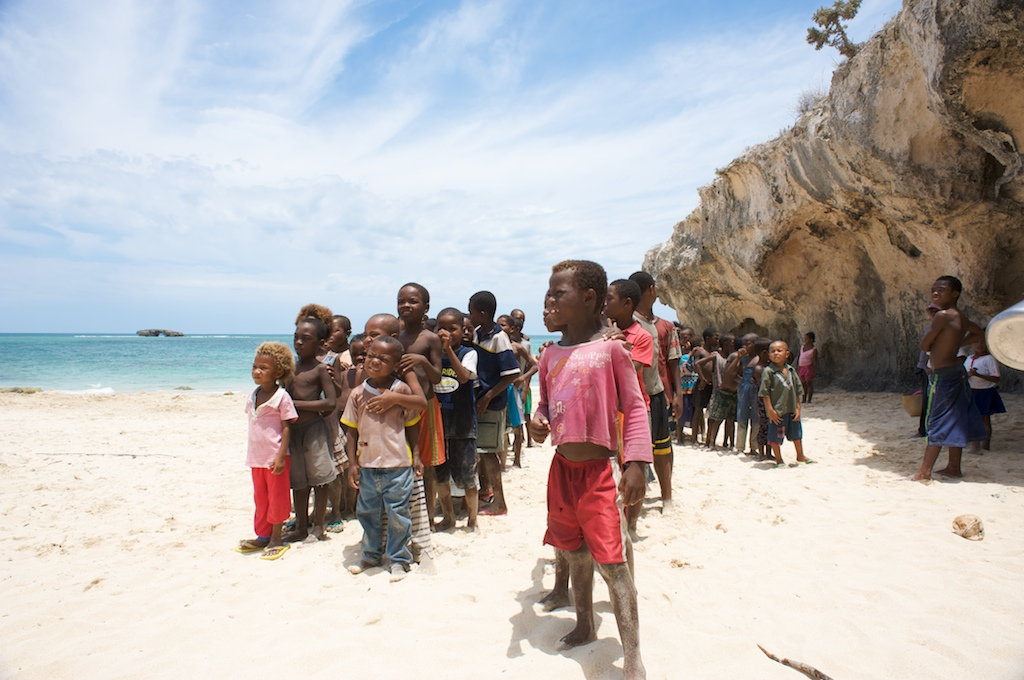
Vezo-kinderen krijgen natuurvoorlichting in Andavadoaka

De International Union for Conservation of Nature and Natural Resources (IUCN) heeft daarom initiatieven genomen om de Vezo in te lichten hoe ze nog voorzichtiger te werk kunnen gaan bij de visvangst. Velondriake is een groot gebied waar de Vezo het bestuur zelf in handen hebben. In samenwerking met diverse milieuorganisaties zetten ze zich in voor het behoud van de natuur in het gebied en zoeken naar milieuvriendelijke visserijmethodes.
De meeste Vezo zijn zorgeloze mensen die weinig moeite steken in het beschermen van hun bezittingen, iets waar andere volkeren vaak misbruik van hebben gemaakt. Met hun prauwen, uitgeholde boomstammen voorzien van één mast met een zeil, begeven de Vezo zich ver uit de kust om vis te vangen. Familiebanden nemen een grote rol in het leven van de Vezo en aan bejaarden wordt groot respect betoond.

## Religie en cultuur
De meeste Vezo zijn animisten. Een groot deel van hun gebruiken komen overeen met die van de Sakalava, zoals de tromba (verering van koninklijke dynastieën), fady (taboe's) en een groot respect voor overleden voorouders. Vezo-graven worden meestal omringd door houten palissades, sommigen voorzien van kunstig houtsnijwerk.